# Daniel Potts
Daniel Potts (Londra, 13 aprile 1994) è un calciatore inglese, difensore svincolato.

## Biografia
È figlio di Steve Potts, ex capitano del West Ham negli anni '80 e '90. All'età di 12 anni gli fu diagnosticata una leucemia, da cui guarì completamente all'età di 16 anni.

## Carriera

### Club
Nella stagione 2011-2012 ha contribuito alla promozione in Premier League del West Ham Utd disputando 3 partite in Championship, la seconda serie inglese; l'anno seguente ha continuato a giocare nelle giovanili del club londinese, passando poi in prestito per alcuni mesi al Colchester Utd, squadra con cui ha giocato 5 partite in League One, la terza divisione inglese. Nella stagione 2013-2014 ha esordito in Premier League con il West Ham, salvo poi passare in prestito al Portsmouth, squadra li League Two (la quarta divisione inglese). In seguito si è trasferito al Luton Town, con cui mediante tre promozioni è arrivato a giocare in prima divisione durante la stagione 2023-2024. Nell'estate del 2024, rimasto svincolato dagli Hatters dopo complessive 198 presenze ed 11 reti in incontri di campionato (play-off inclusi), si accasa ai londinesi del Charlton, in terza divisione, con un contratto valido fino al 28 gennaio 2025 terminato il quale lascia il club, dopo una sola presenza.

### Nazionale
Nel 2011 ha giocato una partita amichevole con la nazionale Under-20 degli Stati Uniti, da cui era eleggibile per il fatto che suo padre Steve era nato nel Paese americano; in seguito ha però deciso di giocare con le selezioni giovanili inglesi, ed è sceso in campo in alcune partite amichevoli con le nazionali Under-18 ed Under-19; nel 2013 ha preso parte ai Mondiali Under-20 in Turchia, nei quali ha giocato 2 partite.

## Palmarès

### Club

#### Competizioni nazionali
- Football League One: 1

Luton Town: 2018-2019